# Good Feeling
Good Feeling es el álbum debut de la banda escocesa de rock alternativo Travis, lanzado en septiembre de 1997 por Independiente Records. Este álbum tiene un sonido más roquero que sus subsecuentes lanzamientos.
El disco fue producido por Steve Lilywhite.

## Lista de canciones
Todas las canciones fueron escritas por Francis Healy.
1. "All I Want to Do Is Rock" – 3:52
2. "U16 Girls" – 4:00
3. "The Line Is Fine" – 4:04
4. "Good Day to Die" – 3:17
5. "Good Feeling" – 3:24
6. "Midsummer Nights Dreamin'" – 3:54
7. "Tied to the 90's" – 3:08
8. "I Love You Anyways" – 5:30
9. "Happy" – 4:15
10. "More Than Us" – 3:56
11. "Falling Down" – 4:17
12. "Funny Thing" – 5:22

## Personal
Travis
- Francis Healy – vocales, guitarra
- Andy Dunlop – guitarra
- Dougie Payne – bajo eléctrico
- Neil Primrose – batería

Músicos adicionales
- Page McConnell – teclados